# Leif Ove Andsnes
Leif Ove Andsnes, norveški pianist, * 7. april 1970, otok Karmøy, Norveška.
Klavir je študiral na Akademiji za glasbo v Bergnu (Jiŕi Hlinka). V zadnjih desetih letih se je uvrstil med najpomembnejše svetovne pianiste . Štirikrat je bil nominiran za glasbeno nagrado Grammy, osvojil je številne nagrade, kot so: Hindemithova nagrada (1987), nagrado nemških kritikov glasbenih posnetkov (1997) itd.
Leif Ove Andsnes (norveška izgovorjava: [læɪf ˈûːvə ˈɑ̂nsneːs]; rojen 7. aprila 1970) je norveški pianist in komorni glasbenik. Andsnes je posnel več posnetkov za Virgin in EMI. Leta 2012 je Leif Ove Andsnes podpisal pogodbo s Sony Classical in za založbo posnel projekt "Beethoven Journey", ki je vključeval pet skladateljevih klavirskih koncertov s komornim orkestrom Mahler. Dela so snemali tri leta, začenši s klavirskima koncertoma št. 1 in 3 leta 2012, sledila sta koncerta št. 2 in 4 leta 2013 ter peti klavirski koncert in zborovska fantazija leta 2014.Zastopa ga IMG.

## Biografija
Andsnes se je rodil v Karmøyu in študiral pri Jiříju Hlinki na glasbenem konservatoriju v Bergnu , leta 1987 pa je debitiral v Oslu. Leta 1989 je nastopil v Veliki Britaniji na Edinburškem festivalu s Filharmoniki iz Osla in v ZDA s Clevelandskim orkestrom pod vodstvom Neemeja Järvija leta 1990.
Slovi kot zagovornik del Edvarda Griega. Leta 2002 je igral Griegov klavirski koncert na Last Night of the Proms.
Novembra 2009 je Pictures Reframed debitiral v dvorani Alice Tully v Lincoln Centru, v kateri je Andsnes izvedel suito Musorgskega ob spremljavi petih visečih plošč in zadnje video projekcije Robina Rhodea. Nastopil je v Carnegie Hallu, na Mostly Mozart Festivalu in Apple Store v New Yorku.
Andsnes med svojimi idoli navaja Dinuja Lipattija, Svjatoslava Richterja, Artura Benedettija Michelangelija in Gézo Ando.
Leta 1991 je pomagal ustanoviti festival komorne glasbe Risør in do leta 2010 opravljal funkcijo umetniškega direktorja festivala. Junija 2012 pa je bil glasbeni direktor glasbenega festivala Ojai 2012.

## Nagrade
Andsnes je prejel številne nagrade, vključno s Hindemithovo nagrado Frankfurt (1987), Preis der Deutschen Schallplattenkritik (1997), nagrado Gilmore Artist (1998), nagrado Kraljeve filharmonične družbe (2000) in nagrado Gramophone (šestkrat). Leta 2013 je bil sprejet v Gramophone Hall of Fame. Njegov posnetek klavirskih koncertov št. Ludwiga van Beethovna 2 in 4 s komornim orkestrom Mahler sta leta 2015 prejela tako nagrado za koncert kot tudi nagrado za posnetek leta revije BBC Music Magazine.
Andsnes je leta 1998 prejel tudi prestižno nagrado Gilmore Artist Award. Je eden od samo osmih pianistov, ki so prejeli to nagrado.
Osemkrat je bil nominiran za nagrado Grammy, vendar je do sedaj še ni prejel.

## Osebno življenje
Andsnesova partnerka je norveška hornistka Ragnhild Lothe. Imata hčerko Sigrid, rojeno junija 2010, in dvojčka Ingvild in Erlenda, rojena maja 2013.

## Dela
- Chopin – Smetana – Beethoven: Sonatas etc. (1987) Vest-Norsk Plateselskap 0087-14

#### CD
- Nielsen: The Wind Chamber Music (1989) BIS-CD-428
- Prokofiev: Piano Concerto No. 3/Symphony No. 7 (1990) Simax PSC 1060
- Chopin/Schumann: Cello Sonata, Adagio & Allegro etc. (1990) Simax PSC 1063
- Chopin – Smetana – Beethoven: Sonatas etc. (1991) Vest-Norsk Plateselskap 0091-0023
- Grieg: Piano Concerto • Liszt: Piano Concerto No. 2 (1991) Virgin Classics 0777 7596132 4
- Janáček: Piano Sonata 1.X.1905 • In the Mists etc. (1991) Virgin Classics 0777 7596392 2
- Chopin: The Piano Sonatas (1992) Virgin Classics 0777 7590722 3
- Grieg: Piano Sonata/Lyric Pieces (1993) Virgin Classics 0777 7 59300 2 3
- Brahms/Schumann: Viola Sonatas, Märchenbilder (1993) Virgin Classics 0 777 7 59309 2 4
- Janáček • Debussy • Ravel • Nielsen: Violin Sonatas (1995) Virgin Classics 7243 5 45122 2 3
- Sergej Vasiljevič Rahmaninov: Klavirski koncert št. 3 (1995) Virgin Classics 7243 5 45173 2 7
- Nielsen: Piano Pieces (1996) Virgin Classics 7243 5 45129 2 6
- Schumann: Piano Sonata No. 1 • Fantasy (1997) EMI Classics 7243 5 56414 2 7
- The long, long winter night (1998) EMI Classics 7243 5 56541 2
- Brahms: Piano Concerto No. 1, etc. (1998) EMI Classics 7243 5 56583 2 6
- Szymanowski: Król Roger • Symphony No. 4 (1999) EMI Classics 7243 5 56823 2 1
- Rahmaninov: Songs (1999) EMI Classics 7243 5 56814 2 3
- Haydn: Piano Sonatas (1999) EMI Classics 7243 5 56756 2 0
- Britten • Shostakovich • Enescu (1999) EMI Classics 7243 5 56760 2 3
- Haydn: Piano Concertos Nos. 3, 4 & 11 (2000) EMI Classics 7243 5 56960 2 1
- Liszt: Piano Recital (2001) EMI Classics 7243 5 57002 2 3
- Grieg: Lyric Pieces (2002) EMI Classics 7243 5 57296 2 0
- Schubert: Piano Sonata, D. 959 • 4 Lieder (2002) EMI Classics 7243 5 57266 2 9
- Schubert: Piano Sonata, D. 850 • 9 Lieder (2003) EMI Classics 7243 5 57460 2 3
- Grieg • Schumann • Piano Concertos (2003) EMI Classics 7243 5 57486 2 1
- Dvořák: Violin Concerto • Piano Quintet (2003) EMI Classics 7243 5 57439 2 3
- Mozart: Piano Concertos 9 & 18 (2004) EMI Classics 7243 5 57803 2 4
- Schubert: Winterreise (2004) EMI Classics 7243 5 57790 2 1
- Bartók: Violin Sonatas (2004) EMI Records Ltd/Virgin Classics 7243 5 45668 2 0
- Bartók: The Piano Concertos (2005) Deutsche Grammophon 289 477 5330
- Schubert: Piano Sonata D960 • 3 Lieder (2005) EMI Classics 7243 5 57901 2 5
- Rahmaninov: Piano Concertos 1 & 2 (2005) EMI Classics 7243 4 74813 2 1
- Horizons (2006) EMI Classics 0946 3 41682 2 9
- Schubert: Piano Sonata D958 • Lieder • Fragments (2007) EMI Classics 0946 3 84321 2 8
- Ballad for Edvard Grieg (2007) EMI Classics 0946 3 94399 2 8 / EMI Classics 0946 3 94399 5 9 (Digital)
- Schumann • Brahms: Piano Quintets (2007) Virgin Classics 00946 395143 5 9 (Digital)
- Mozart: Piano Concertos 17 & 20 (2008) EMI Classics 50999 5 00281 2 2
- Schubert: Lieder (2008) EMI Classics 50999 5 16443 2 1
- Shadows Of Silence (2009) EMI Classics 5099926418223 / EMI Classics 5099926418254 (Digital)
- Mussorgsky: Pictures • Schumann: Kinderszenen (2009) EMI Classics 50999 6 98360 2 2
- Rahmaninov: Piano Concertos 3 & 4 (2010) EMI Classics 50999 6 40516 2 8
- Schumann: Complete works for Piano Trio (2011) EMI Classics 50999 0 94180 2 8
- The Beethoven Journey: Piano Concertos Nos. 1 & 3 (2012) Sony Classical 87254 20582
- The Beethoven Journey: Piano Concertos Nos. 2 & 4 (2014) Sony Classical 88837 05482
- The Beethoven Journey: Piano Concerto No. 5 • Choral Fantasy (2014) Sony Classical 88843 058862
- Sibelius (2017) Sony Classical 88985 408502

### Studijski albumi
- 2012: The Beethoven Journey - Piano Concertos Nos.1-5, Sony Classical[4]
- 2014: Beethoven: Piano Concertos Nos.2 & 4, Sony Classical[5]
- 2014: The Beethoven Journey - Piano Concerto No.5 "Emperor" & Choral Fantasy, Sony Classical[6]
- 2017: Sibelius, Sony Classical[7]
- 2018: Chopin, Sony Classical[8]
- 2021: Mozart Momentum - 1785, Sony Classical[9]
- 2022: Mozart Momentum - 1786, Sony Classical[10]

## Filmografija
- Concerto: A Beethoven Journey (2015)